# Kristian M. Fristrup
Kristian M Fristrup, född 1887 i Danmark, död 1947, var en dansk officer i Frälsningsarmén, sångförfattare och tonsättare.
Fristrup utbildade sig till frälsningsofficer vid krigsskolan i Chicago 1908. Han var han verksam som musikinstruktör, kårledare och resande ombud i centralterritoriet i USA. Han arbetade även en tid i USA:s västra territorium, där han bl.a. var kårledare vid ett antal svenska kårer. Han var även redaktör för barntidningen Den unge soldaten, handelssekreterare och divisionschef i två divisioner. I Honolulu på Hawaii var Fristrup föreståndare för ett pojkhem. 1935 - 1942 var han chef för FA:s musikdepartement i Sverige.

## Sånger
- Det är lycka och frid
- Förr var jag blind, men nu jag ser
- Jag vill skynda fram till nådens helga flod
- Jesus, du min högsta glädje är
- När världsriken vacklar och störtar i grus